# 見よ、われらエルサレムに向かう
見よ、われらエルサレムに向かう（みよ、われらエルサレムにむかう、Sehet, wir gehn hinauf gen Jerusalem）は、ヨハン・ゼバスティアン・バッハの教会カンタータ。BWV159番。

## 聖書箇所
ルカ18:31-43「イエス十二弟子を近づけて言ひたまふ『視よ、我らエルサレムに上る。人の子につき預言者たちによりて録されたる凡ての事は、成し遂げらるべし。人の子は異邦人に付され、嘲弄せられ、辱しめられ、唾せられん。彼等これを鞭うち、かつ殺さん。かくて彼は三日めに甦へるべし』弟子たち此等のことを一つだに悟らず、此の言かれらに隱れたれば、その言ひ給ひしことを知らざりき。」（文語訳聖書）

## 初演
1729年2月27日　復活節前第7主日。

## 内容

### 1.アリオーソとレチタティーボ
ルカ18:31　Christian Friedrich Henrici ハ短調　

### 2.アリアとコラール
変ホ長調 パウル・ゲルハルトのコラール血しおしたたる。

### 3.レチタティーボ
Christian Friedrich Henrici

### 4.アリア
Christian Friedrich Henrici 
ヨハネ19:30「完了した。」

### 5.コラール
パウロ・シュトックマンのコラール。ヨハネ受難曲のコラールでもある。
Jesu, deine Passion

Ist mir lauter Freude,

Deine Wunden, Kron und Hohn

Meines Herzens Weide;

Meine Seel auf Rosen geht,

Wenn ich dran gedenke,

In dem Himmel eine Stätt

Mir deswegen schenke.